# Zgromadzenie Ustawodawcze Wiktorii
Zgromadzenie Ustawodawcze Wiktorii (Victorian Legislative Assembly) – izba niższa parlamentu australijskiego stanu Wiktoria. Powstała w 1855, kiedy to ta ówczesna kolonia brytyjska uzyskała autonomię.
Zgromadzenie liczy 88 członków wybieranych w jednomandatowych okręgach wyborczych z zastosowaniem ordynacji preferencyjnej. Tradycyjnie lider największej partii lub koalicji w Zgromadzeniu obejmuje urząd premiera stanowego. Kadencja trwa cztery lata, ale gubernator na wniosek premiera może ją skrócić.